# 반티바
반티바 SA(Vantiva SA, 이전 이름: 톰슨 SARL/Thomson SARL, 톰슨 멀티미디어/Thomson Multimedia, 테크니컬러 SA/Technicolor SA)는 통신, 미디어, 그리고 엔터테인먼트 산업을 위한 서비스와 제품을 제공하는 프랑스의 다국적 기업이다.
반티바의 본사는 프랑스 파리에 위치해 있다. 그 밖의 주요 사무실은 렌, 베이징, 서울, 첸나이, 안트베르펜, 노크로스, 멤피스에 위치해 있다.
2010년 1월 27일, 이 기업은 사명을 테크니컬러 SA로 변경하였다. 톰슨의 미국 지사는 테크니컬러 USA가 되었다.
2022년 9월 27일, 사명을 반티바 SA로 변경하고 영상 제작 부문을 테크니컬러 크리에이티브 스튜디오로 분사하였다.
반티바는 3개의 독립적인 사업 부문을 운영하고 있다.
- 커넥티드 홈(Connected Home): 광대역 모뎀과 안드로이드 셋톱박스 제조
- 서플라이 체인 솔루션(Supply Chain Solutions): 물류, 창고, 배송 서비스 제공
- 스마트 스페이스(Smart Spaces): 창고 대여 서비스를 위한 관리 시스템 제공

반티바는 2024년 2월 1일 CommScope의 홈네트워크 부문을 인수하였다.

## 역사
반티바는 1853년 3월 26일 영국 맨체스터에서 태어난 전기 엔지니어 엘리후 톰슨의 이름을 따서 톰슨(Thomson)이라는 이름으로 시작되었다. 톰슨은 5세의 나이에 미국 필라델피아로 자신의 가족과 함께 이주했다. 톰슨은 1879년 에드윈 휴스턴과 함께 톰슨-휴스턴 일렉트릭 컴퍼니를 설립했다. 이 기업은 제너럴 일렉트릭에 합병되어 1892년 제너럴 일렉트릭 컴퍼니가 되었다. 1893년, 미국 GE의 자매 회사로서 파리에 CFTH(Compagnie Française Thomson-Houston)가 설립되었다.
1966년, CFTH는 호치키스-브란트와 병합되어 톰슨-휴스턴-호치키스-브란트(곧 톰슨-브란트로 변경됨)가 설립되었다. 1968년, 톰슨-브란트의 전자사업이 CSF(Compagnie Générale de Télégraphie Sans Fil)와 병합되어 톰슨-CSF가 설립되었다. 톰슨-브란트는 이 기업의 상당한 지분(대략 40%)을 유지하였다.

## 같이 보기
- 톰슨 브로드캐스트